# Katherina Hetzeldorfer
Katherina Hetzeldorfer (gestorven: Spiers, 1477) was de allereerste vrouw waarvan bekend is dat ze vanwege vrouwelijke homoseksualiteit werd geëxecuteerd.

## Biografie
Enkele jaren voor haar veroordeling was ze uit haar geboortestad Neurenberg vertrokken en was ze naar Spiers verhuisd in gezelschap van een andere vrouw die afkomstig was uit Wertheim am Main. Aldaar stelde Hetzeldorfer de vrouw voor als haar zus. In de jaren dat het tweetal in Spiers woonden gingen er al geruchten over het feit dat de twee een relatie met elkaar hadden. Tegenover een latere getuige zou Hetzeldorfer gezegd hebben dat ze zich als de echtgenoot van haar vrouwelijke metgezel voordeed. Daarnaast zou ze in die periode ook seks hebben gekocht van twee andere vrouwen in de stad. Tijdens een van de verhoren bleek dat ze een eigen voorbinddildo had gemaakt waarmee ze de geslachtsgemeenschap bedreef. Ze werd uiteindelijk veroordeeld voor het feit dat ze samenleefde met een andere vrouw, het aannemen van een mannelijke identiteit en het gebruiken van een dildo. Hetzeldorfer werd verdronken in de Rijn bij Speyer.